# Орловский, Владимир Николаевич
Владимир Николаевич Орловский (бел. Уладзімір Мікалаевіч Арлоўскі; род. 12 марта 1968, Могилёв, Белорусская ССР, СССР) — белорусский государственный деятель. Председатель Государственного таможенного комитета Республики Беларусь c 2020 года. Государственный советник таможенной службы III ранга.

## Биография
Родился 12 марта 1968 года в Могилёве.
В 1993 году окончил Могилевский машиностроительный институт, в 2002 — Институт национальной безопасности Республики Беларусь, в 2014 — Академию управления при Президенте Республики Беларусь.
Трудовую деятельность начал в 1988 году на Могилевском лифтостроительном заводе, где работал учеником токаря, токарем, мастером ремонтно-технического цеха, инженером-технологом, мастером ремонтно-механического цеха. С завода ушёл в 1994 году, после чего перешел в таможенные органы.
Занимал должности инспектора, главного инспектора таможенного поста «Химволокно», начальника отдела тарифного регулирования, заместителя начальника таможни — начальника Бобруйского таможенного поста Могилевской таможни, заместителя начальника Могилевской таможни по организации таможенного оформления и контроля. В 2007 году устроился в Брестскую таможню. Сначала работал заместителем начальника таможни по организации таможенного оформления и контроля, затем — заместителем по вопросам развития таможенной инфраструктуры. Потом снова вернулся на должность заместителя начальника по организации таможенного оформления и контроля. На брестской таможне проработал до 2010 года, после чего был назначен начальником управления организации таможенного контроля Государственного таможенного комитета Республики Беларусь. В этой должности он проработал 4 года, после чего, в 2014 году, был назначен начальником Брестской таможни.
11 марта 2015 года назначен заместителем председателя Государственного таможенного комитета Республики Беларусь. 9 июня 2016 года назначен первым заместителем председателя Государственного таможенного комитета Республики Беларусь.
21 декабря 2020 года назначен Председателем Государственного таможенного комитета Республики Беларусь. Изначально Президент Республики Беларусь Александр Лукашенко отклонил кандидатуру Владимира Орловского, однако на третьем круге был вынужден вернуться к кандидатуре Орловского.

## Награды
Исходя из фотографии на сайте ГТК, а также во время назначения на должность главы ГТК на кителе Орловского удалось опознать следующие награды:
- Медаль «За безупречную службу» III степени[бел.] (2012)[7];
- Медаль «За безупречную службу» II степени[бел.];
- Медаль «За безупречную службу» I степени[бел.] (2020)[8];
- Юбилейная медаль «65 лет Победы в Великой Отечественной войне 1941—1945 гг.»;
- Медаль «70 лет освобождения Республики Беларусь от немецко-фашистских захватчиков»;
- Юбилейная медаль «70 лет Победы в Великой Отечественной войне 1941—1945 гг.»[2][9].
- Медаль «За вклад в создание Евразийского экономического союза» II степени (8 мая 2015 года)[10].
- Медаль «За вклад в развитие Евразийского экономического союза» (29 мая 2019 года)[11].